# Philippe Josse
 (janvier 2010).
Si vous disposez d'ouvrages ou d'articles de référence ou si vous connaissez des sites web de qualité traitant du thème abordé ici, merci de compléter l'article en donnant les références utiles à sa vérifiabilité et en les liant à la section « Notes et références ».
Philippe Josse, né le 23 septembre 1960, est un haut fonctionnaire, président de la section des finances du Conseil d’État depuis le 15 février 2024.

## Biographie
Il est diplômé de l'Institut d'études politiques de Paris (Sciences Po), puis d'un DEA de droit (Paris II)[réf. nécessaire].
Diplômé de l'École nationale d'administration (promotion Victor Schœlcher, 1994-96).
Administrateur au Sénat, en poste au secrétariat général du Stif, directeur-adjoint de cabinet auprès des ministres, Alain Lambert et Jean-Louis Borloo puis directeur de cabinet de Jean-François Copé (2004-06), il a occupé le poste de directeur du Budget au sein du ministère du Budget entre 2006 et le 27 avril 2011.
Il a été nommé conseiller d'État par décret du 29 avril 2011.
En 2011 il était membre du conseil d'administration, représentant de l'État nommé par décret d'EDF.
Il est également professeur associé à l'université Panthéon-Sorbonne, où il enseigne notamment la comptabilité publique et l'ingénierie financière publique.

## Mandats (avril 2009)
Membre du conseil d'administration de :
- Groupe Air France KLM
- EDF

## Distinctions
- Officier de la Légion d'honneur Il est promu officier par décret du 14 avril 2017 [2]. Il était chevalier du 3 septembre 2007.
- Commandeur de l'ordre national du Mérite (promu le 15 mai 2025[3]) ; 
  - promu officier le 14 novembre 2011[4], reçu dans l'ordre le 28 novembre 2012[3] ;
  - nommé chevalier le 30 avril 2002[4], reçu dans l'ordre le 28 septembre 2002[5].